# De Grolsch Veste
De Grolsch Veste es un estadio de fútbol ubicado en Enschede, Países Bajos. Fue inaugurado en el año 1998 y ampliado en 2008. Tiene una capacidad para albergar a 30 205 aficionados. 
Su equipo local es el FC Twente de la Eredivisie. Este estadio sustituyó al Stadion Het Diekman, casa anterior del FC Twente.

## Remodelación y accidente
El 7 de julio de 2011, durante trabajos de remodelación, parte del techo de la tribuna se desplomó, causando el fallecimiento de un empleado y dejando 14 heridos.

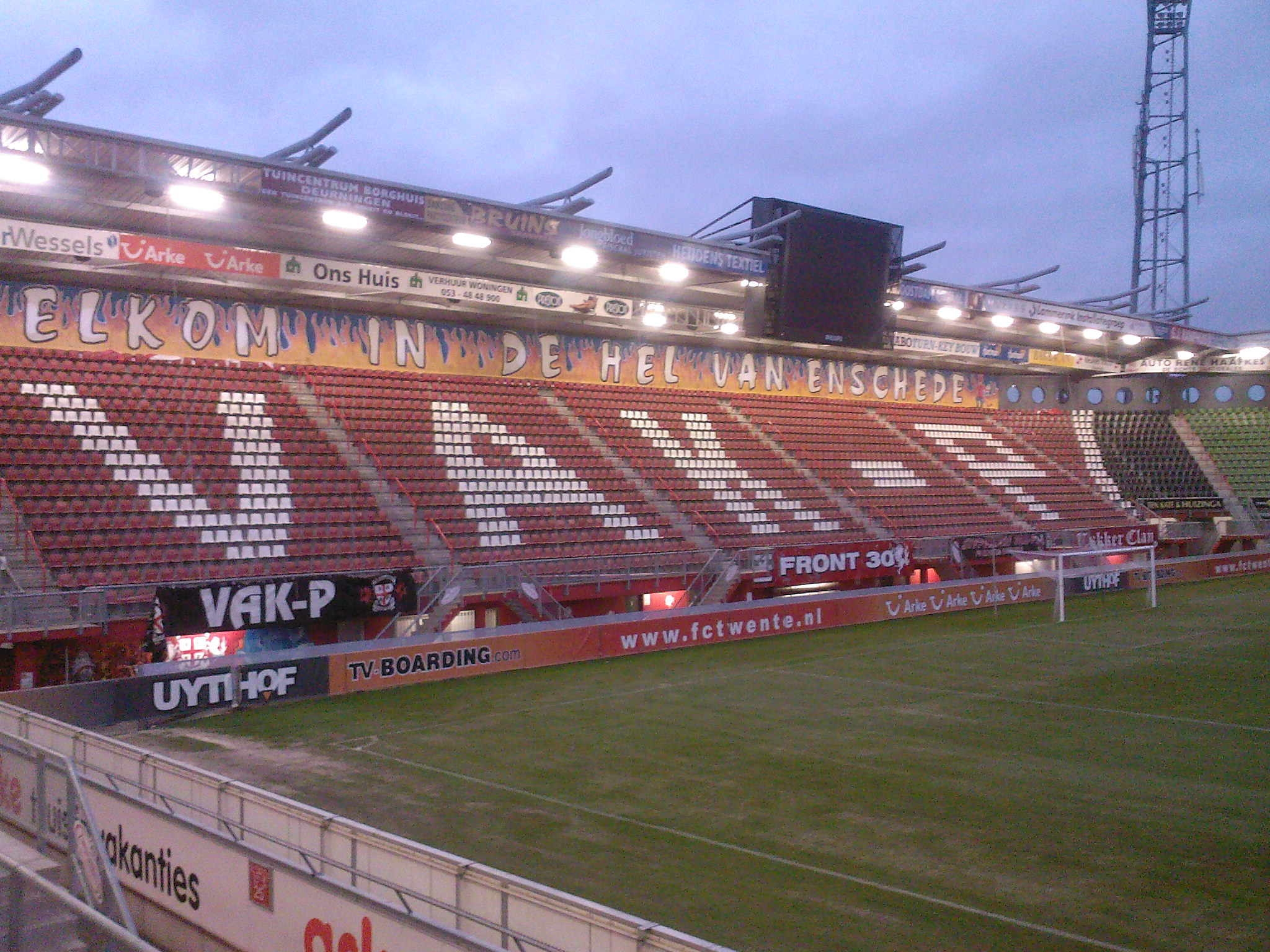
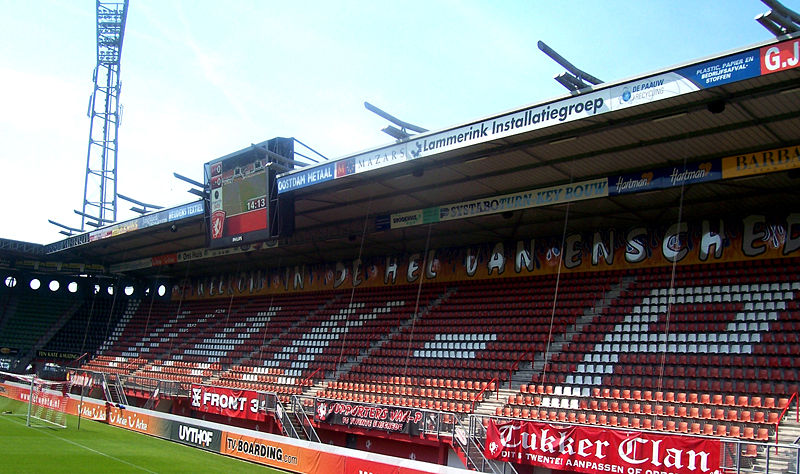
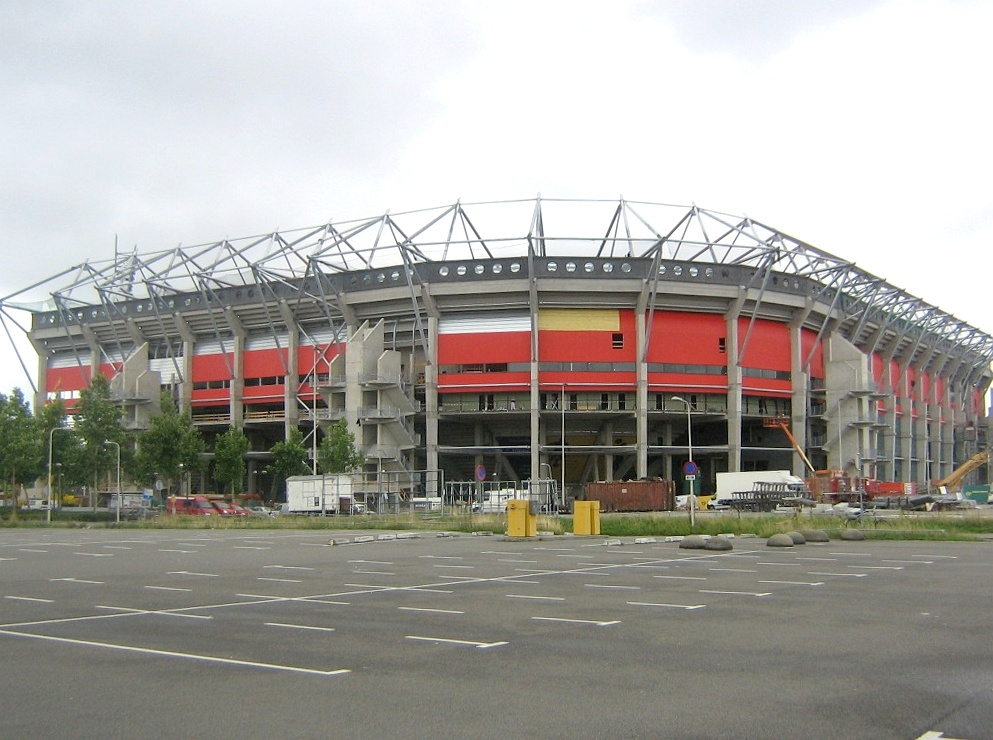
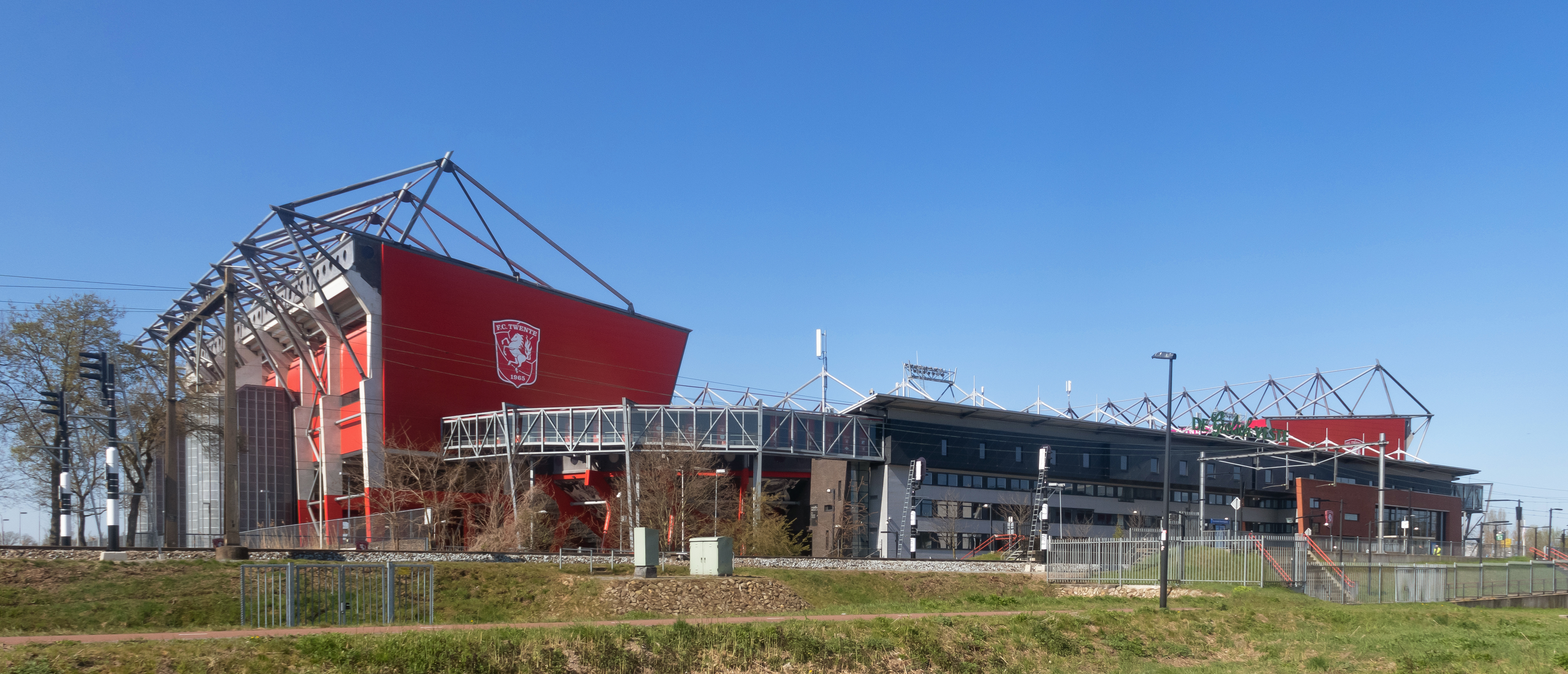